# Малая мексиканская сойка
Малая мексиканская сойка (лат. Cyanolyca nanus) — вид птиц семейства врановых. Подвидов не выделяют.

## Описание
Малая мексиканская сойка является самым мелким представителем в семействе врановых, достигает длины 20—24,5 см и массы 39—41 г. Голова и верхняя часть тела серовато-голубые, макушка ярко-голубая. Чёрная маска тянется от основания клюва (уздечка и подбородок) назад к скуловым костям и ушным раковинам, резко выделяясь на синем фоне головы; лоб и узкая полоса чуть выше верхнего края маски синего цвета, более бледная, чем макушка, но не резко контрастирующая с ней. Горло бледно-пурпурно-голубое. Остальная нижняя часть тела тускло-серовато-голубая.

## Экология и численность
Вид близок к уязвимому положению из-за вырубки лесов и где эти птицы обитают. По оценкам экспертов МСОП  численность популяции составляет от 2500 до 9999 взрослых особей. Питается насекомыми, собирая их на лету, с листьев или извлекая их из галлов. В период гнездования малая мексиканская сойка строит гнёзда вдали от других особей этого вида. В природе на сойку охотится полосатый ястреб. Вне сезона размножения малые мексиканские сойки собираются в небольшие стаи по 4—10 особей. Часто присоединяются к смешанным стаям. Наиболее распространенными спутниками в стае являются серополосый кактусовый крапивник (Campylorhynchus megalopterus) и пятнистолобый чешуйчатый древолаз (Lepidocolaptes affinis); а также другие виды (стеллерова черноголовая голубая сойка (Cyanocitta stelleri) и цветные трупиалы (Icterus spp.).

## Распространение
Малая мексиканская сойка эндемик Мексики. Птица обитает в субтропических или тропических влажных горных лесах из сосны, дуба и пихты.